# ماهیچه عرضی چانه
ماهیچه عرضی چانه (انگلیسی: Transverse muscle of the chin) نامی است که به تارهای سطحی ماهیچه پائین کشنده گوشه دهان داده‌اند، این تارهای ماهیچه‌ای به‌سوی میانی (مدیال) دور می‌زند و تارهای سمت مقابل را قطع می‌کند.